# Kollaps (Album)
Kollaps ist das erste vollständige Studioalbum der deutschen Musikgruppe Einstürzende Neubauten. Das Album wurde am 5. Oktober 1981 veröffentlicht. Jet’M ist eine Coverversion des bekannten Chansons Je t’aime … moi non plus von Serge Gainsbourg.

## Veröffentlichungen
Die LP ist 1981 in zwei unterschiedlichen Pressungen bei den Labels Rip Off Vertrieb und EfA erschienen. Die erste Pressung beim Rip Off Vertrieb beinhaltete ein 16-Seitiges DIN-A4 Booklet in schwarz-weiß mit Diskographie, Texten und Fotos. Die Rückseite des Albumcovers ist eine Anspielung auf das Pink Floyd Album Ummagumma. 2002 wurde das Album bei Potomak im Digipackformat wiederveröffentlicht. Bei der Veröffentlichung wurden die Stahldubversionen berücksichtigt, die bisher nur 1982 auf Musikkassette veröffentlicht wurden. 

## Rezeption
Piero Scaruffi schreibt, dass das Album von einer klaustrophobischen Atmosphäre geprägt sei, die auf einer unheimlichen Mischung aus grellem Sound und lyrischem Pathos beruhe. Die Instrumentierung des Albums bestehe aus Industrial-Kadenzen, psychotischem Gesang und verzerrten Gitarren. Stewart Mason von Allmusic bezeichnet Kollaps als die primitivste und radikalste Veröffentlichung der Band und weist dem Album eine musikhistorische Bedeutung zu. Interessanterweise erlebe man auch noch Jahrzehnte nach der Veröffentlichung Überraschungen beim Hören des Albums.

## Titelliste
1. Tanz debil – 3:21
2. Steh auf Berlin – 3:45
3. Negativ Nein – 2:25
4. U-Haft-Muzak – 3:35
5. Draußen ist Feindlich – 0:48
6. Hören mit Schmerzen – 2:32
7. Jet'm – 1:20
8. Kollaps – 8:02
9. Sehnsucht – 1:18
10. Vorm Krieg – 0:20
11. Hirnsäge – 1:49
12. Abstieg & Zerfall – 4:29
13. Helga – 0:08

Zusätzliche Titel auf der Wiederveröffentlichung:
1. Schieß euch ins Blut – 3:06
2. Negativ Nein[5] – 4:37
3. Rohrbombe – 1:02
4. Futuristischer Dub – 1:03
5. Sado-Masodub – 3:11
6. Liebesdub – 1:29
7. Spionagedub – 2:12
8. Mikrobendub – 1:46
9. Gastarbeiterdub – 2:47
10. Rivieradub – 2:46
11. Lünebest – 1:58